# Coccoloba caesia
Coccoloba caesia är en slideväxtart som beskrevs av Erik Leonard Ekman. Coccoloba caesia ingår i släktet Coccoloba och familjen slideväxter. Inga underarter finns listade i Catalogue of Life.